# إرنست إبونغي
إرنست إبونغي (بالفرنسية: Ernest Ebongué)‏ (مواليد 15 مايو 1982) هو لاعب كرة قدم. يلعب مع منتخب الكاميرون لكرة القدم. سبق له أن لعب في كأس العالم لكرة القدم مع منتخب بلاده.

## روابط خارجية
- إرنست إبونغي على موقع الاتحاد الدولي (مؤرشف)  (الإنجليزية)
- إرنست إبونغي على موقع قاعدة بيانات كرة القدم.إي يو (الإنجليزية)
- إرنست إبونغي على موقع ناشيونال فوتبول تيمز (الإنجليزية)
- إرنست إبونغي على موقع أوليمبيديا (الإنجليزية)